# Jean-Claude Hans
Pour les articles homonymes, voir Hans.
Jean-Claude Hans, né à Wanze le 10 juillet 1950 est un homme politique belge, membre d'Ecolo.
Il est agent des postes et secrétaire régional Ecolo pendant de nombreuses années.

## Carrière politique
- conseiller du CPAS à Wanze (2006-)
- député wallon (2003-2004) en suppléance de Jean-Michel Javaux, devenu secrétaire général d'Écolo (démissionne le 24 septembre 2003)